# Норманс-Коув-Лонг-Коув
Норманс-Коув-Лонг-Коув (англ. Norman's Cove-Long Cove) — містечко в Канаді, у провінції Ньюфаундленд і Лабрадор.

## Населення
За даними перепису 2016 року, містечко нараховувало 666 осіб, показавши скорочення на 7,5%, порівняно з 2011-м роком. Середня густина населення становила 33,3 осіб/км².
З офіційних мов обидвома одночасно володіли 20 жителів, тільки англійською — 650.
Працездатне населення становило 49,6% усього населення, рівень безробіття — 10,7% (14,7% серед чоловіків та 9,5% серед жінок). 98,2% осіб були найманими працівниками, а 3,6% — самозайнятими.
Середній дохід на особу становив $44 187 (медіана $24 555), при цьому для чоловіків — $61 309, а для жінок $26 574 (медіани — $36 864 та $19 216 відповідно).
25,7% мешканців мали закінчену шкільну освіту, не мали закінченої шкільної освіти — 41,6%, 33,6% мали післяшкільну освіту, з яких 23,7% мали диплом бакалавра, або вищий.
| Статево-вікова структура населення | Статево-вікова структура населення | Статево-вікова структура населення | Статево-вікова структура населення | Статево-вікова структура населення |
| ---------------------------------- | ---------------------------------- | ---------------------------------- | ---------------------------------- | ---------------------------------- |
|                                    |                                    |                                    |                                    |                                    |
| Всього                             | Всього                             | 50,4%49,6%                         |                                    |                                    |
| 0 — 14 років                       | 0 — 14 років                       |                                    | 11,3%                              | 11,3%                              |
| 15 — 64 років                      | 15 — 64 років                      |                                    | 60,2%                              | 60,2%                              |
| 65 і більше                        | 65 і більше                        |                                    | 28,6%                              | 28,6%                              |
| 85 і більше                        | 85 і більше                        |                                    | 3%                                 | 3%                                 |
| Середній вік (років)               | Середній вік (років)               | 48,850,7                           | 49,8                               | 49,8                               |
| Медіана (років)                    | Медіана (років)                    | 54,655,4                           | 55,0                               | 55,0                               |
| — чоловіки — жінки                 |                                    |                                    |                                    |                                    |

| Походження мешканців:     | Походження мешканців:     | Походження мешканців: | Походження мешканців: | Походження мешканців: |
| ------------------------- | ------------------------- | --------------------- | --------------------- | --------------------- |
| Походження                |                           |                       | осіб                  | %                     |
| Корінні американці        | Корінні американці        |                       | 15                    | 2.44%                 |
| Інше північноамериканське | Інше північноамериканське |                       | 320                   | 52.03%                |
| Європейське               | Європейське               |                       | 310                   | 50.41%                |
| британське                | британське                |                       | 300                   | 48.78%                |
| французьке                | французьке                |                       | 15                    | 2.44%                 |

| Зайнятість населення за галузями (за класифікацією NOC): | Зайнятість населення за галузями (за класифікацією NOC): | Зайнятість населення за галузями (за класифікацією NOC): | Зайнятість населення за галузями (за класифікацією NOC): | Зайнятість населення за галузями (за класифікацією NOC): |
| -------------------------------------------------------- | -------------------------------------------------------- | -------------------------------------------------------- | -------------------------------------------------------- | -------------------------------------------------------- |
|                                                          |                                                          |                                                          |                                                          |                                                          |
| Управління                                               | Управління                                               |                                                          | 3,5%                                                     | 3,5%                                                     |
| Бізнес, фінанси та адміністрування                       | Бізнес, фінанси та адміністрування                       |                                                          | 10,5%                                                    | 10,5%                                                    |
| Природничі та прикладні науки                            | Природничі та прикладні науки                            |                                                          | 3,5%                                                     | 3,5%                                                     |
| Охорона здоров'я                                         | Охорона здоров'я                                         |                                                          | 3,5%                                                     | 3,5%                                                     |
| Освіта, правозахист, муніципальні та урядові служби      | Освіта, правозахист, муніципальні та урядові служби      |                                                          | 8,8%                                                     | 8,8%                                                     |
| Роздрібна торгівля та послуги                            | Роздрібна торгівля та послуги                            |                                                          | 21,1%                                                    | 21,1%                                                    |
| Гуртова торгівля, транспорт та обладнання                | Гуртова торгівля, транспорт та обладнання                |                                                          | 33,3%                                                    | 33,3%                                                    |
| Природні ресурси, сільське господарство                  | Природні ресурси, сільське господарство                  |                                                          | 7%                                                       | 7%                                                       |
| Виробництво                                              | Виробництво                                              |                                                          | 3,5%                                                     | 3,5%                                                     |

## Клімат
Середня річна температура становить 5°C, середня максимальна – 18,9°C, а середня мінімальна – -9,5°C. Середня річна кількість опадів – 1 460 мм.
| Клімат поселення                              | Клімат поселення | Клімат поселення | Клімат поселення | Клімат поселення | Клімат поселення | Клімат поселення | Клімат поселення | Клімат поселення | Клімат поселення | Клімат поселення | Клімат поселення | Клімат поселення | Клімат поселення |
| Показник                                      | Січ.             | Лют.             | Бер.             | Квіт.            | Трав.            | Черв.            | Лип.             | Серп.            | Вер.             | Жовт.            | Лист.            | Груд.            |                  |
| Середній максимум, °C                         | 0,48             | −0,2             | 2,43             | 6,68             | 10,80            | 14,80            | 17,68            | 18,86            | 15,34            | 10,79            | 6,42             | 1,93             |                  |
| Середня температура, °C                       | −4,17            | −4,85            | −2,2             | 2,04             | 6,16             | 10,15            | 14,58            | 15,77            | 12,24            | 7,68             | 3,32             | −1,18            |                  |
| Середній мінімум, °C                          | −8,8             | −9,5             | −6,86            | −2,62            | 1,51             | 5,51             | 11,48            | 12,66            | 9,15             | 4,60             | 0,23             | −4,26            |                  |
| Норма опадів, мм                              | 142              | 125              | 119              | 115              | 96               | 109              | 104              | 98               | 134              | 145              | 138              | 135              |                  |
| Середньомісячна швидкість вітру, м/с          | 7.81             | 7.22             | 6.84             | 6.24             | 5.53             | 5.20             | 5.03             | 5.10             | 5.65             | 6.40             | 7.01             | 7.60             |                  |
| Середньомісячна сонячна радіація, кДж/м²·день | 4006             | 6749             | 10758            | 14077            | 17223            | 19117            | 18983            | 16086            | 12065            | 7228             | 4173             | 3064             |                  |
| --------------------------------------------- | ---------------- | ---------------- | ---------------- | ---------------- | ---------------- | ---------------- | ---------------- | ---------------- | ---------------- | ---------------- | ---------------- | ---------------- | ---------------- |
| Джерело:                                      |                  |                  |                  |                  |                  |                  |                  |                  |                  |                  |                  |                  |                  |